# Johannes Landlinger
Johannes Landlinger (* 24. April 1892 in St. Peter in der Au, Niederösterreich; † 13. Oktober oder 14. Oktober 1970 in Waidhofen an der Ybbs) war ein österreichischer römisch-katholischer Prälat und Ehrenbürger der Stadt Waidhofen an der Ybbs.

## Leben
Er war das jüngste von sieben Kindern des Holzeinkäufers Josef Landlinger. Nach dem Besuch der Volksschule in St. Peter in der Au ging er auf das Stiftsgymnasium Seitenstetten und wechselte 1905 zum neuen Knabenseminar Melk. Nach Seitenstetten zurückgekehrt, legte er dort 1911 die Matura ab. Anschließend besuchte Landlinger bis 1915 das Priesterseminar in St. Pölten, wo er zum römisch-katholischen Priester geweiht wurde. Seine erste Anstellung erhielt er als Kaplan in Neuhofen an der Ybbs. 1933 promovierte er in Salzburg zum Dr. theol.
Nach verschiedenen Zwischenstationen wurde Landlinger 1933 Regens des Priesterseminars St. Pölten. 1944 bewarb er sich erfolgreich um die freigewordene Stelle als Stadtpfarrer in Waidhofen an der Ybbs, wo er fortan auch als Dechant für die umliegenden Gemeinden wirkte. Gegen Kriegsende ließ er die wichtigsten Kunstschätze der Stadtpfarrkirche, darunter die bedeutsame Messerermonstranz, bei einem Bauern in Sicherheit bringen.
Nachdem Landlinger 1965 sein goldenes Priesterjubiläum feiern konnte, ging er im selben Jahr in Pension. Er zog nach Bad Ischl und kehrte 1967 nach Waidhofen zurück. Im dortigen Pfarrhof starb er in der Nacht vom 13. zum 14. Oktober 1970 im Alter von 78 Jahren. Er wurde in der Stadtpfarrkirche Waidhofen beigesetzt.

## Wirken
Neben seiner Tätigkeit als römisch-katholischer Geistlicher sind Johannes Landlinger insbesondere die Neugestaltung des Priesterseminars St. Pölten, die Herausgabe neuer Gebetbücher und die grundlegende Sanierung der Stadtpfarrkirche in Waidhofen zu verdanken. Daneben widmete er sich auch der Heimatgeschichte von Waidhofen und gab 1949 die Festschrift zum 700-jährigen Stadtjubiläum heraus. Ab 1948 wirkte er auch als Obmann des örtlichen Museumsvereins und war maßgeblich an der Wiedereröffnung des Heimatmuseums 1949 beteiligt.

## Ehrungen
- Ehrenbürger der Stadt Waidhofen an der Ybbs
- Großes Silbernes Ehrenzeichen der Republik Österreich

## Publikationen
- Ardagger. Stifts- und Pfarrgeschichte 1049–1949. Ardagger 1949.
- Die Geschichte der Pfarre St. Nikolaus in Ischl. Stadtpfarramt Bad Ischl, 1966.
- Stift Ardagger. 4. Auflage. Niederösterreichisches Pressehaus, St. Pölten 1976, ISBN 9783853263037.
- Obermauern. Virgen in Osttirol. Kirchenführer. 7. Auflage. Niederösterreichisches Pressehaus, St. Pölten 1998.